# Kozatcha Lopan
Kozatcha Lopan (ukrainien : Козача Лопань) est une commune urbaine de l'oblast de Kharkiv, en Ukraine. Elle compte 1 200 habitants en 2024.

## Géographie

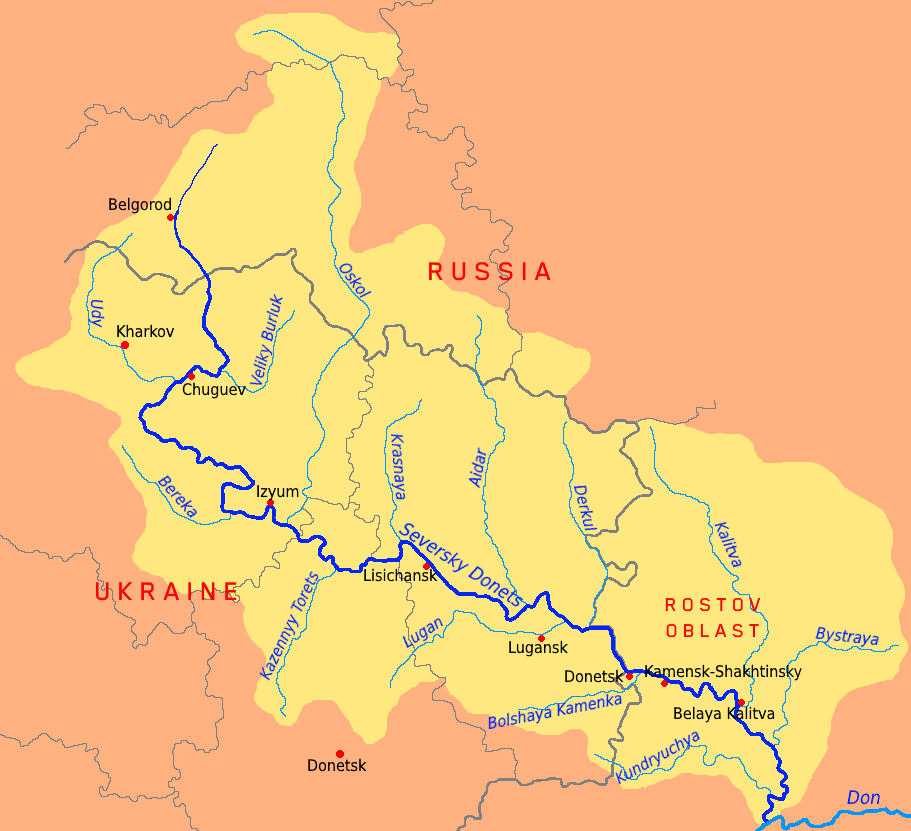
Bassin du Donets

La commune urbaine de Kozatcha Lopan est assise de part et d'autre de la rivière Lopan, affluente de la rivière Oudy, dans le bassin hydrographique du Donets, principal affluent du fleuve Don. Elle se trouve à 38 kilomètres au nord de la ville de Kharkiv, capitale de l'oblast de même nom. Elle se trouve également à 6 kilomètres de la frontière russe, et de l'oblast de Belgorod.

## Histoire

### Invasion de l'Ukraine en 2022
Lors de l'invasion de l'Ukraine par la Russie en 2022, Kozatcha Lopan est capturée par les forces armées russes.
Le 11 septembre 2022, dans le cadre de la contre-offensive d'été, la ville est libérée par les Forces armées ukrainiennes. Des victimes de torture et des chambres de torture y ont été identifiées. Le gouvernement ukrainien enquête sur une fosse commune, proche d'un élevage industriel de volailles que l'armée russe utilisait comme hangar pour y cacher ses chars.

## Lieux d'intérêt

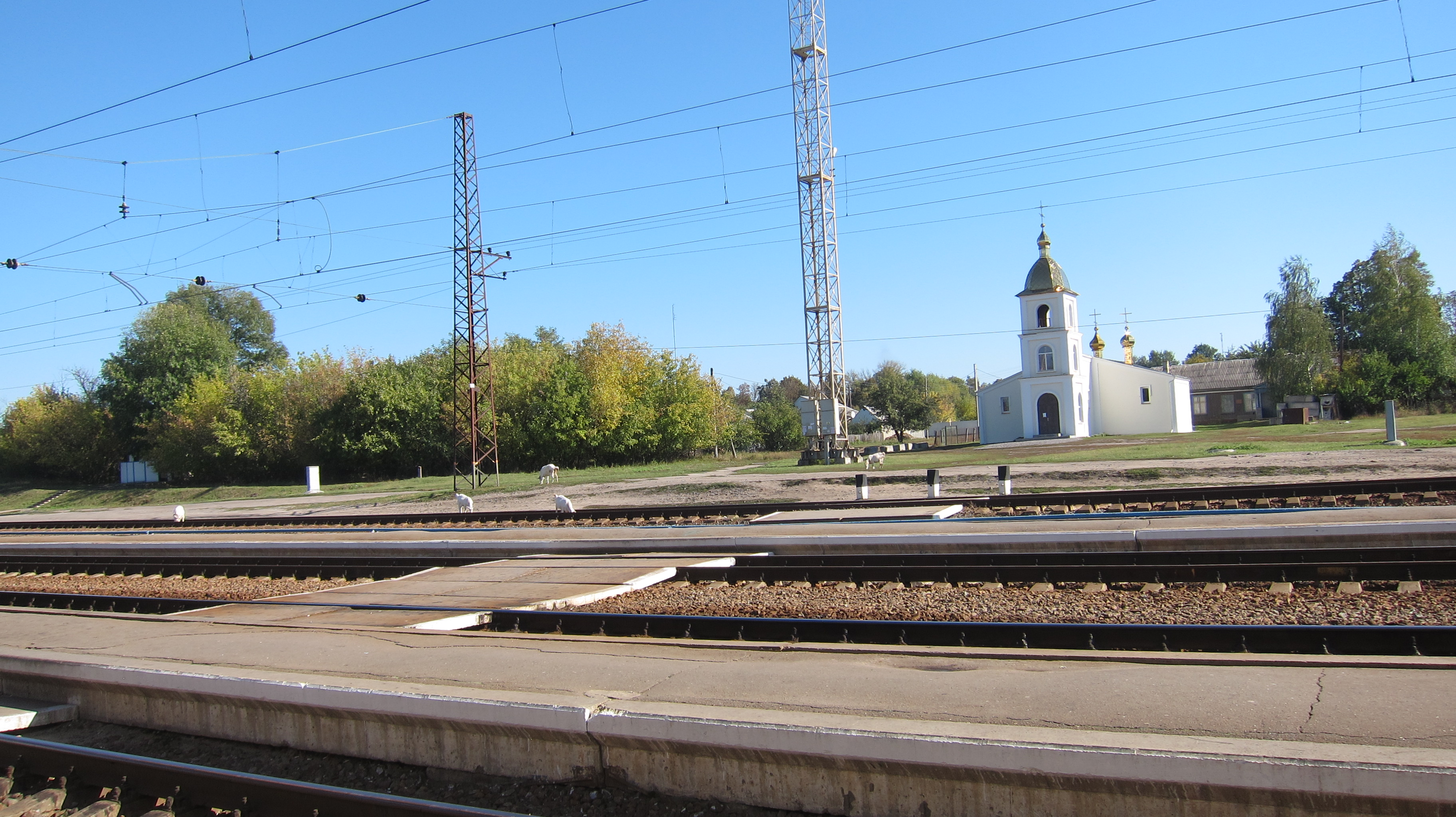
Église Saint-Michel devans la voie ferroviaire,
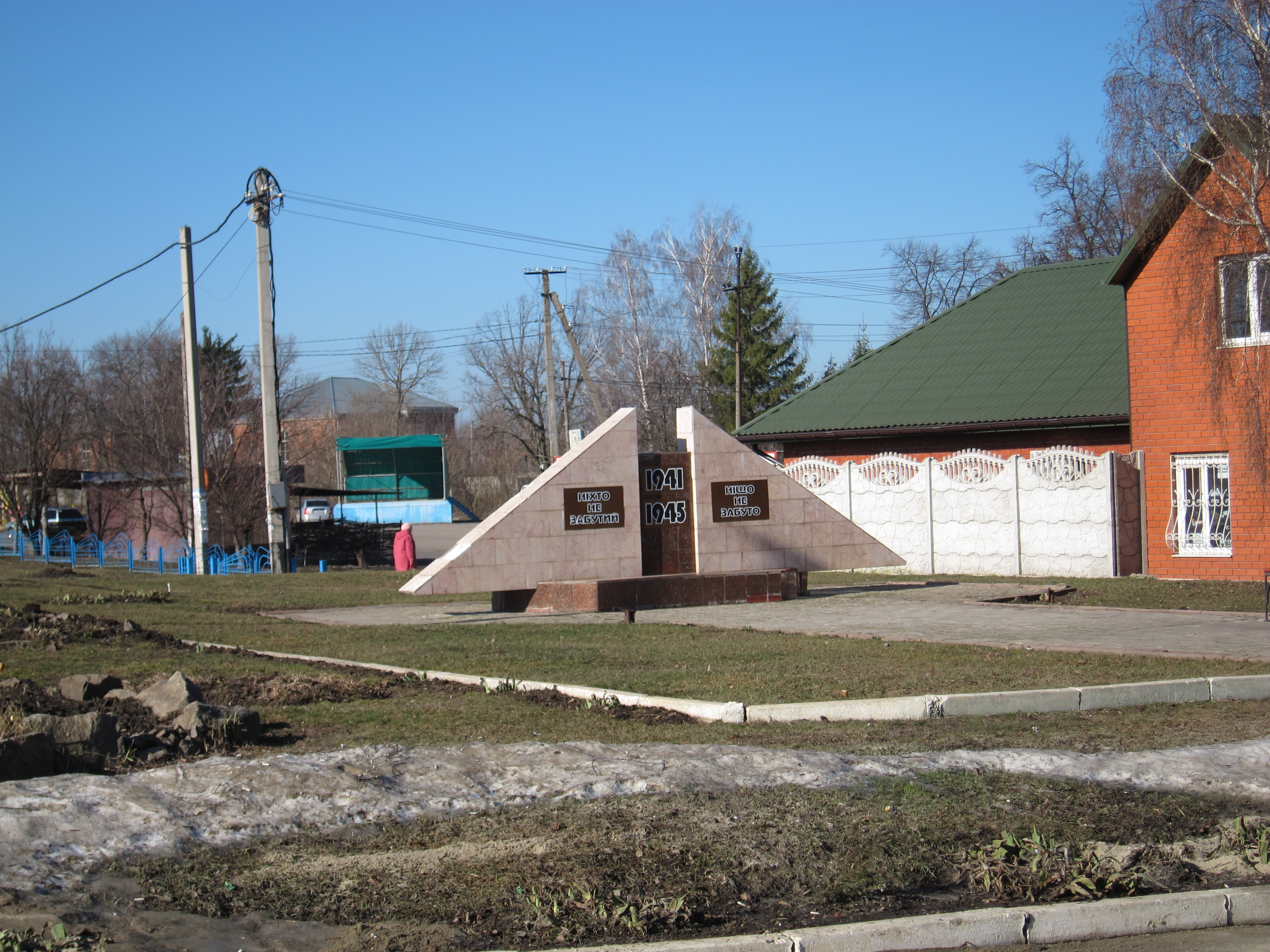
Mémorial à la seconde guerre mondiale.
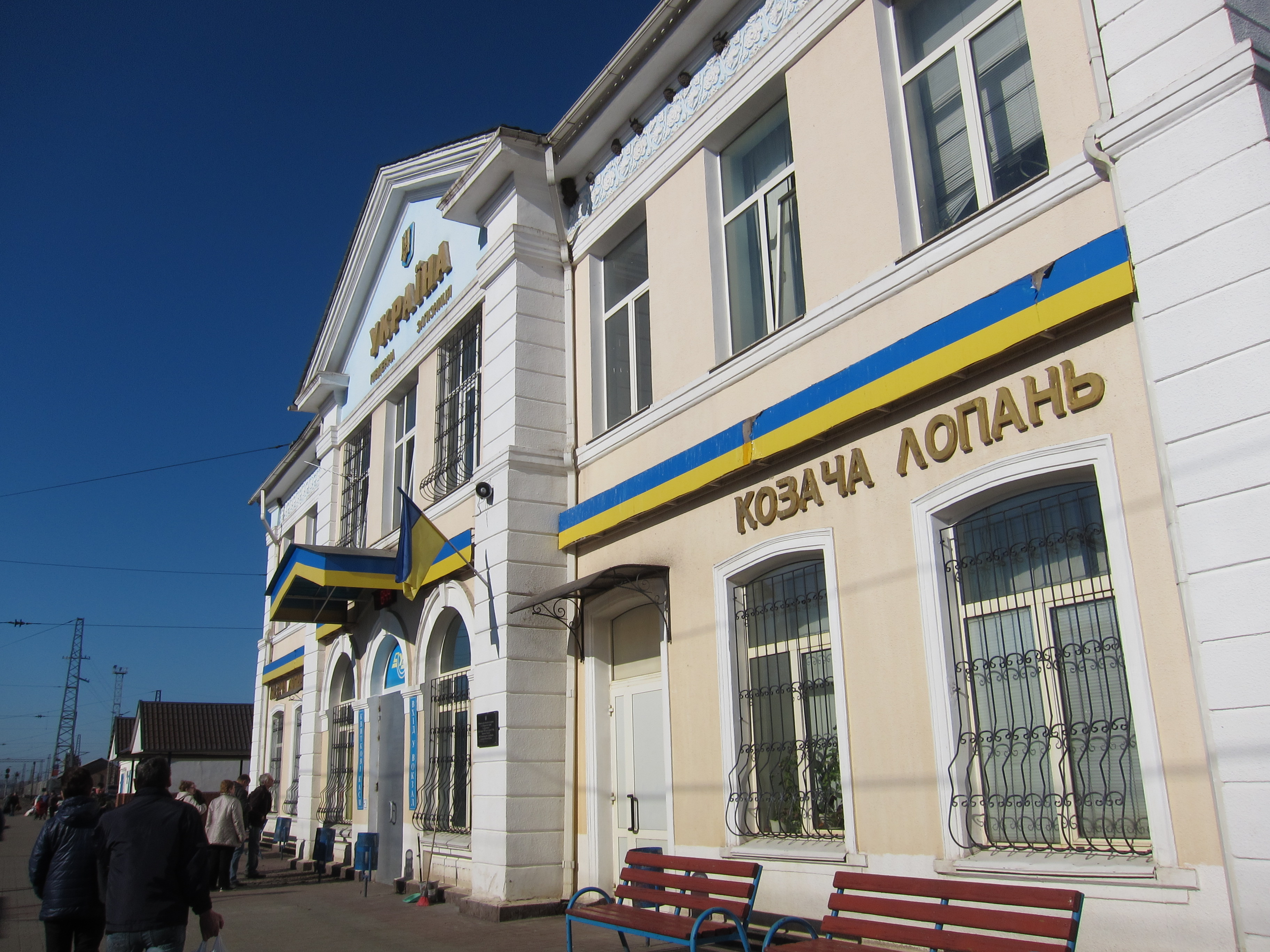
Sa gare.